# Belimbing (Peninjauan)
Belimbing is een bestuurslaag in het regentschap Ogan Komering Ulu van de provincie Zuid-Sumatra, Indonesië. Belimbing telt 1107 inwoners (volkstelling 2010).